# Under the Gun (песня The Sisters of Mercy)
Under the Gun — песня английской группы The Sisters of Mercy.

## Обзор
Песня по большей части является кавер-версией песни Билли Хьюджеса «Two Worlds Apart» из его альбома 1991 года «Welcome to the Edge», написанной Хьюджесом в соавторстве с Роксаной Симан. Элдрич изменил аранжировки и добавил в конец композиции монолог. Для записи женского вокала была приглашена вокалистка американской нью-вейв группы Berlin Терри Нанн. Хьюджес выступил сопродюсером Элдрича при записи песни, также сопродюсером стал Иен Стэнли.
16 августа 1993 года песня была выпущена в качестве сингла с сопутствующим видеоклипом. Би-сайдом к синглу стала новая версия раннего хита группы «Alice», получившая название «Alice (1993)». В CD-версию альбома помимо неё был добавлен «Under the Gun (Jutland Mix)». Также «Under the Gun» стала открывающей песней со сборника группы «A Slight Case of Overbombing», выпущенного 23 августа того же года.

## Список композиций
7" сингл
1. «Under the Gun» (Хьюджес, Симан, Элдрич) — 6:16
2. «Alice (1993)» (Элдрич) — 3:57

12" и CD сингл
1. «Under the Gun (Metropolis Mix)» — 6:16
2. «Alice (1993)» — 3:57
3. «Under the Gun (Jutland Mix)» — 6:20

## Чарты
| Чарт (1993)    | Позиция |
| -------------- | ------- |
| Великобритания | 19      |
| Германия       | 40      |
| Швеция         | 17      |